# Not Alone (canção)
"Not Alone" é uma canção escrita e gravada pela banda americana de rock Linkin Park para o álbum de compilação, Download to Donate for Haiti. Foi lançado em 21 de outubro de 2011. A música é a primeira faixa do álbum. Além disso, antes da canção ser lançada como single, foi originalmente lançada em 19 de janeiro de 2010 com o lançamento de um videoclipe.

## Videoclipe
Um videoclipe para canção foi lançado em 18 de fevereiro de 2010 no YouTube. No vídeo contém imagens da tragédia e a crise que ocorreu no Haiti após o terremoto; foi dirigido por Bill Boyd. Ele também contém um anúncio para o álbum de compilação no final do vídeo.
No vídeo mostra como a população do Haiti sobreviveu em uma crise de terremoto, com dezenas de pessoas feridas durante a crise, muitas pessoas mortas durante e após a crise, e as pessoas ficaram felizes por causa de outras pessoas que vieram dos Estados Unidos, antes de servir comida para o povo do Haiti, etc. Durante o vídeo, mostra o Linkin Park gravando e compondo a música com Chester Bennington gravando os vocais, Mike Shinoda e Brad Delson compondo a música durante a sessão de gravação com o resto da banda, Rob Bourdon trabalhando na bateria, Dave Farrell nas guitarras e baixos e Joe Hahn no sintetizador.

## Faixas
| Single digital |             |         |  |
| N.º            | Título      | Duração |  |
| 1.             | "Not Alone" | 4:12    |  |

## Equipe e colaboradores
- Chester Bennington – vocais
- Rob Bourdon – bateria, percussão
- Brad Delson – composição, guitarra elétrica
- Dave "Phoenix" Farrell – guitarra base, baixo
- Joe Hahn – sintetizador, turntables
- Mike Shinoda – composição

## Histórico de lançamento
| Região | Data                  | Formato          | Gravadora                                     |
| ------ | --------------------- | ---------------- | --------------------------------------------- |
| Mundo  | 19 de janeiro de 2010 | Streaming        | Warner Bros. Records, Machine Shop Recordings |
| Mundo  | 21 de outubro de 2011 | Download digital | Warner Bros. Records, Machine Shop Recordings |